# Svenja Flaßpöhler

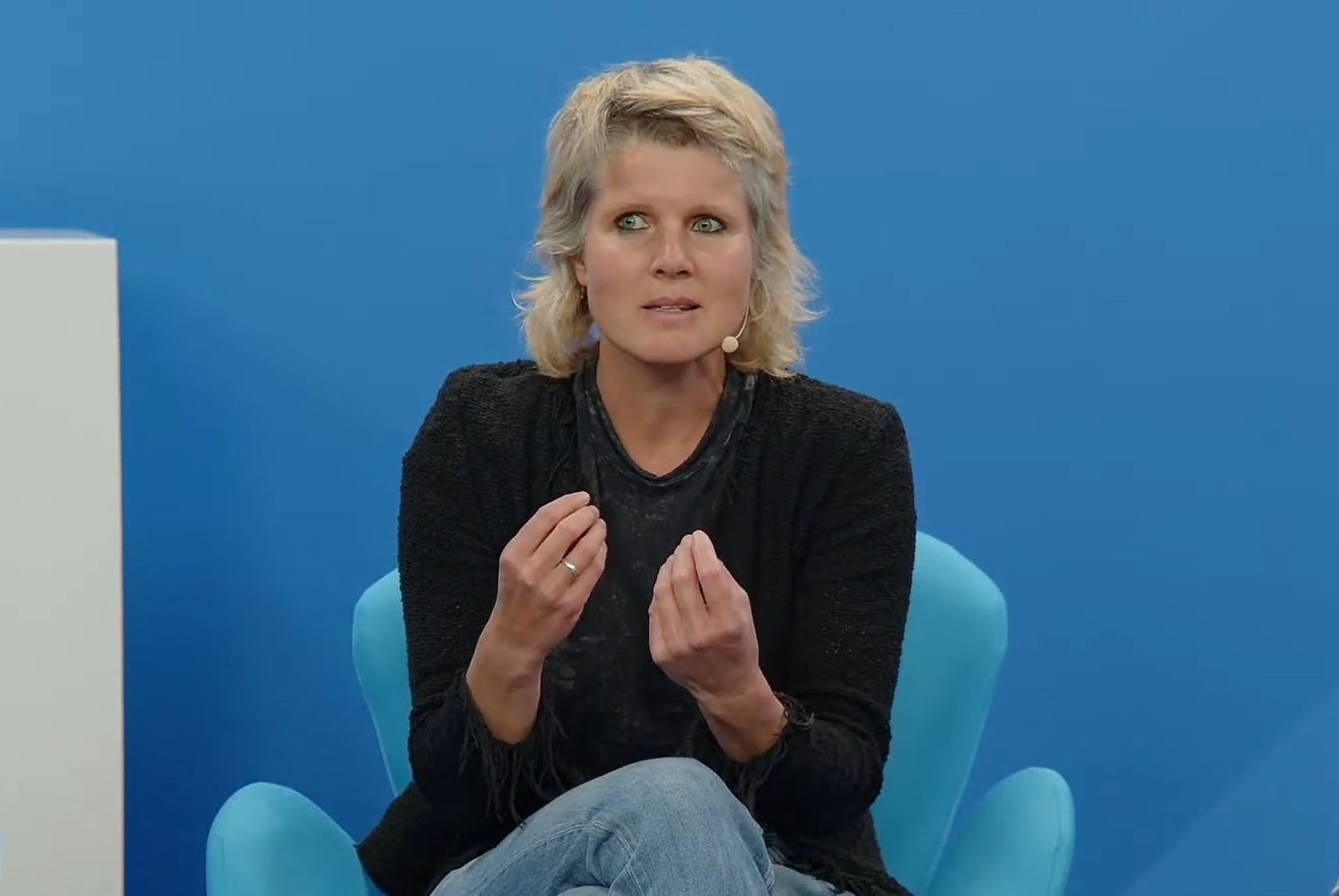
Svenja Flaßpöhler (2022)

Svenja Flaßpöhler (* 1975 in Münster) ist eine deutsche Philosophin, Journalistin und Autorin. Seit 2018 ist sie Chefredakteurin des Philosophie Magazins.

## Leben und Wirken
Flaßpöhler wuchs in einer Patchwork-Familie mit Halb- und Stiefschwester auf. Als sie vierzehn Jahre alt war, ließ ihre Mutter sie bei ihrem Stiefvater in einem westfälischen Dorf zurück. Sie studierte von 1994 bis 2001 Philosophie, Germanistik und Sport an der Westfälischen Wilhelms-Universität in Münster. 2006 wurde sie als Stipendiatin der Studienstiftung des deutschen Volkes in Philosophie mit der Arbeit Der Wille zur Lust. Pornographie und das moderne Subjekt promoviert.
Als freie Autorin verfasste sie von 2003 bis 2011 zahlreiche Essays und Features, unter anderem für das Deutschlandradio sowie das Magazin Psychologie Heute.
Von 2011 bis 2016 war Svenja Flaßpöhler stellvertretende Chefredakteurin des Philosophie Magazins, von 2013 bis 2016 Buchkritikerin in der 3sat-Buchzeit. Seit 2013 ist sie Teil der Programmleitung des Kölner Philosophie-Festivals phil.cologne. Von Dezember 2016 bis Dezember 2017 war sie leitende Redakteurin für Literatur und Geisteswissenschaften bei Deutschlandfunk Kultur. Seit Januar 2018 ist sie Chefredakteurin des Philosophie Magazins.
Für ihr Buch Mein Wille geschehe. Sterben in Zeiten der Freitodhilfe erhielt Flaßpöhler 2007 den Arthur-Koestler-Preis der Deutschen Gesellschaft Humanes Sterben. In ihrem Buch Verzeihen. Vom Umgang mit Schuld (2016) geht sie dem Phänomen des Verzeihens philosophisch nach und erzählt von ihren Begegnungen mit Menschen, die – als Täter oder Opfer – mit schwerster Schuld konfrontiert sind. Flaßpöhlers eigene Geschichte – sie wurde mit vierzehn Jahren von ihrer Mutter verlassen und wuchs beim Stiefvater auf – bildet den roten Faden des Buches, das bislang ihr persönlichstes ist.
Sie gehört zu den Unterstützern der Charta der Digitalen Grundrechte der Europäischen Union, die Ende November 2016 veröffentlicht wurde.
Flaßpöhler fand im Januar 2018 die MeToo-Kampagne zwar gut gemeint, diese verdamme die Frauen aber zu einer passiven Rolle. Am 1. Februar 2018 war sie bei der Talkshow Maybrit Illner und sagte „MeToo nützt den Frauen nichts“ und „Das Bild, was produziert wird, ist das einer passiven Frau, die auf einen allmächtigen Phallus reagiert.“ Dies sorgte in der Talkshow für eine Kontroverse mit Anne Wizorek. In der Sendung Büchermarkt (DLF) vom 7. Mai 2018 verteidigte sie ihre Streitschrift Die potente Frau (2018) zum Thema. In ihrem 2021 erschienenen Buch Sensibel. Über moderne Empfindlichkeit und die Grenze des Zumutbaren geht Flaßpöhler der gesellschaftlichen Sensibilisierung nach und fragt nach den „Grenzen des Zumutbaren“. Flaßpöhler arbeitet die fortschrittliche Dynamik der historischen Sensibilisierungsprozesse heraus, kritisiert aber die gegenwärtige Tendenz, das Subjekt vor allen Zumutungen schützen zu wollen, als Gefahr für die liberale Gesellschaft. So teilt sie zwar das Bemühen um diskriminierungsfreie Sprache, sieht hierbei aber auch Grenzen sowie die Gefahr der Übertreibung: „Es ist ein Phantasma, zu glauben, dass Sprache immer und gänzlich allen gerecht werden kann und alles abbilden kann.“ Flaßpöhlers Forderung besteht darin, der Sensibilität eine zweite Qualität an die Seite zu stellen: Die Resilienz, die gerade in linken Kreisen fälschlicherweise als neoliberale Optimierungsstrategie verkannt werde. Die Resilienz ist, so Flaßpöhler, dialektisch mit der Sensibilität verschränkt: Sie erwächst aus der Verwundbarkeit.
Sie gehört zu den 28 Erstunterzeichnern eines in der Zeitschrift Emma veröffentlichten Offenen Briefs an Bundeskanzler Scholz vom 29. April 2022, der sich gegen Waffenlieferungen an die Ukraine nach dem russischen Überfall auf die Ukraine ausspricht.
Im Juni 2022 gehörte sie zu den Mitgründern des PEN Berlin.
Svenja Flaßpöhler lebt mit ihrem Mann, dem Autor Florian Werner, und den beiden gemeinsamen Kindern in Berlin.

## Schriften
- Der Wille zur Lust. Pornographie und das moderne Subjekt. Campus, Frankfurt am Main 2007, ISBN 978-3-593-38331-6 (Dissertation Uni Münster 2006, 259 Seiten).
- Mein Wille geschehe. Sterben in Zeiten der Freitodhilfe. wjs, Berlin 2007, ISBN 978-3-937989-27-3.
- Mit Tobias Rausch, Tina Wald (Hrsg.): Kippfiguren der Wiederholung. Interdisziplinäre Untersuchungen zur Wiederholung in Literatur, Kunst und Wissenschaft. Lang, Frankfurt am Main 2007, ISBN 978-3-631-55955-0.
- Gutes Gift. Über Eifersucht und Liebe. Artemis & Winkler, Düsseldorf 2008, ISBN 978-3-491-42109-7.
- Wir Genussarbeiter. Über Freiheit und Zwang in der Leistungsgesellschaft. DVA, München 2011, ISBN 978-3-421-04462-4.
- Mein Tod gehört mir. Über selbstbestimmtes Sterben. Pantheon, München 2013, ISBN 978-3-570-55227-8.
- Verzeihen. Vom Umgang mit Schuld. DVA, München 2016, ISBN 978-3-421-04463-1.
- Die potente Frau. Für eine neue Weiblichkeit. Ullstein, Berlin 2018, ISBN 978-3-550-05076-3.
- Mit Florian Werner: Zur Welt kommen. Elternschaft als philosophisches Abenteuer. Blessing, München 2019, ISBN 978-3-89667-562-0.[2]
- Sensibel. Über moderne Empfindlichkeit und die Grenzen des Zumutbaren. Klett-Cotta, Stuttgart 2021, ISBN 978-3-608-98335-7.
- Streiten. Hanser, Berlin 2024, ISBN 978-3-446-28004-5.[12]

## Auszeichnungen
Im Jahre 2007 erhielt Flaßpöhler den Arthur-Koestler-Preis der Deutschen Gesellschaft Humanes Sterben (DGHS) für ihr Buch Mein Wille geschehe. Sterben in Zeiten der Freitodhilfe.
Von 2017 bis 2019 wirkte Flaßpöhler als Jurorin beim Bayerischen Buchpreis.